# ماكسويل سانتوس سيلفا
ماكسويل سانتوس سيلفا الشهير باسم ماكسويل (23 أبريل 1979) لاعب كرة قدم برازيلي معتزل كان يجيد اللعب في مركز المهاجم.